# Янкі (Грубешівський повіт)
Янкі (пол. Janki) — село в Польщі, в історичному Надсянні, у гміні Городло Грубешівського повіту Люблінського воєводства.
Населення — 235 осіб (2011).
У 1975-1998 роках село належало до Замойського воєводства.

## Демографія
Демографічна структура станом на 31 березня 2011 року:
|          | Загалом | Допрацездатний вік | Працездатний вік | Постпрацездатний вік |
| -------- | ------- | ------------------ | ---------------- | -------------------- |
| Чоловіки | 118     | 20                 | 84               | 14                   |
| Жінки    | 117     | 25                 | 67               | 25                   |
| Разом    | 235     | 45                 | 151              | 39                   |